# رباط یونسی
رباط یونسی مربوط به دوره صفوی است و در شهرستان بجستان، روستای یونسی واقع شده و این اثر در تاریخ ۱۲ بهمن ۱۳۸۱ با شمارهٔ ثبت ۷۴۷۷ به‌عنوان یکی از آثار ملی ایران به ثبت رسیده است.